# Католицизм на Багамских Островах
Католицизм на Багамских островах. Католическая церковь Багамских островов является частью всемирной Католической церкви. Численность католиков на Багамах составляет около 47 тысяч человек (16 % от общей численности населения) по данным Католической энциклопедии; 52 тысячи человек (14 %) по данным сайта Catholic Hierarchy.

## История
Багамский остров Гуанахани стал первой землёй Нового Света, на которую высадилась экспедиция Колумба во время открытия Америки. Хотя существует несколько версий, сопоставляющих Гуанахани с разными островами багамского архипелага, нет сомнений, что именно Багамские острова стали первым открытым Колумбом архипелагом Нового Света. Именно здесь испанскими священниками, участвовавшими в экспедиции, была отслужена первая месса в истории Америки.
Поскольку Багамы были бедны природными ископаемыми, они интересовали испанских колонизаторов, главным образом, как источник рабочей силы. За короткое время большая часть аборигенов, принадлежавших к народам таино, была вывезена в качестве рабов на остров Гаити, в результате чего коренной народ островов полностью исчез.
В конце XVI века острова попали в сферу интересов Англии, здесь появились английские колонии. На долгий период острова стали объектом спора Англии и Испании, де-факто являясь убежищем для пиратов и искателей приключений. В XVIII веке при губернаторе Вудсе Роджерсе «пиратская республика» на Багамах была ликвидирована, английская власть укрепилась. С 1783 года Багамские острова стали британской колонией. Вплоть до XIX века на островах не было организованных религиозных структур, только после установления твёрдой власти англичан здесь появились приходы англиканской церкви, а также методистов, баптистов и пресвитериан.
Первым достоверным появлением католического священника на Багамах после эпохи Колумба был визит о. Дюкенси в 1845 году. Дюкенси провёл шесть недель в Нассау и служил мессы в частном доме, где присутствовали, возможно, католики из числа кубинцев или гаитян. С 1860-х годов визиты католических священников в Нассау стали регулярными.
В 1858 году Святой Престол включил Багамские острова в церковную юрисдикцию епархии Чарлстона (США), позднее они были переданы архиепархии Нью-Йорка. В 1885 году Джордж О’Киф стал первым постоянным католическим священником Багам, а в 1887 году архиепископ Нью-Йорка Майкл Корриган освятил первый католический храм св. Франциска Ксаверия. С 1891 года католической миссией на островах руководил бенедиктинец Хризостом Штайнер. При нём был выстроен храм Святейшего Сердца в Нассау и основано несколько приходов на острове Андрос.
21 мая 1929 года была образована апостольская префектура Багамских островов. В 1941 году она была повышена в статусе до апостольского викариата, а 5 июля 1960 года была образована полноценная епархия Нассау.
В 1973 году Багамские острова получили независимость в рамках Британского содружества. В феврале 1979 года острова посетил с визитом папа Иоанн Павел II. В 1980 году открыта апостольская нунциатура на Багамах. 22 июня 1999 года епархия Нассау была возведена в статус архиепархии-митрополии.

## Современное состояние
Католики составляют около 14-16 % населения страны и образуют третью по численности религиозную группу после баптистов и англикан. В стране служат 18 священников, действуют 30 приходов.